# Долгоножка
Долгоножка (лат. Tipula) — род двукрылых насекомых из семейства комаров-долгоножек (Tipulidae). Известно около 1000 видов.

## Описание
Крупные комары (9—38 мм) с длинными ногами. Окрашены в серо-бурые тона (иногда с жёлтыми отметинами). Усики самок и самцов без боковых отростков на члениках жгутика, мутовчатые. Личинки развиваются в лесной подстилке, в подушках мха, реже в воде. В России 219 видов из 17 подродов. Для фауны СССР указывалось более 300 видов.

## Палеонтология
В ископаемом виде род известен из балтийского янтаря — оттуда описано около 20 видов.

## Систематика
Около 1000 видов и около 40 подродов.
- T. (Acutipula) — T. (Afrotipula) — T. (Arctotipula) — T. (Bellardina) — T. (Beringotipula) — T. (Dendrotipula) — T. (Emodotipula) — T. (Eremotipula) — T. (Eumicrotipula) — T. (Formotipula) — T. (Hesperotipula) — T. (Indratipula) — T. (Kalatipula) — T. (Labiotipula) — T. (Lindnerina) — T. (Lunatipula) — T. (Mediotipula) — T. (Microtipula) — T. (Nesotipula) — T. (Nippotipula) — T. (Nobilotipula) — T. (Odonatisca) — T. (Papuatipula) — T. (Pectinotipula) — T. (Platytipula) — T. (Pterelachisus) — T. (Ramatipula) — T. (Savtshenkia) — T. (Schummelia) — T. (Serratipula) — T. (Setitipula) — T. (Sinotipula) — T. (Sivatipula) — T. (Spinitipula) — T. (Tipula) — T. (Tipulodinodes) — T. (Trichotipula) — T. (Triplicitipula) — T. (Vestiplex) — T. (Yamatotipula)

## Галерея

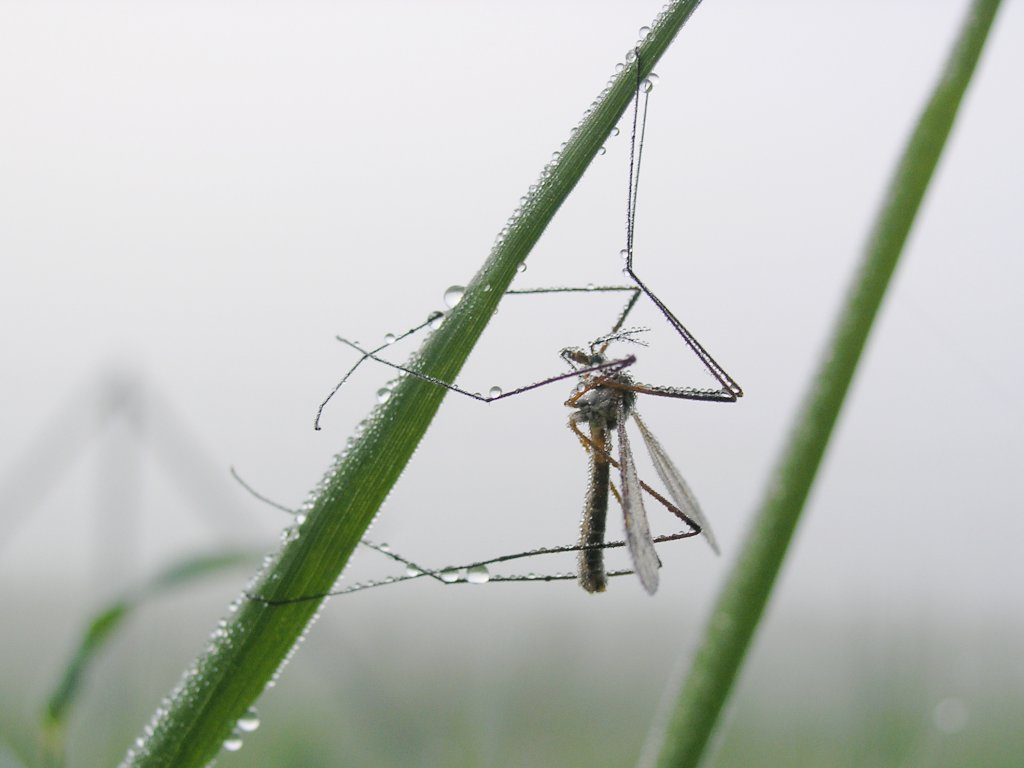
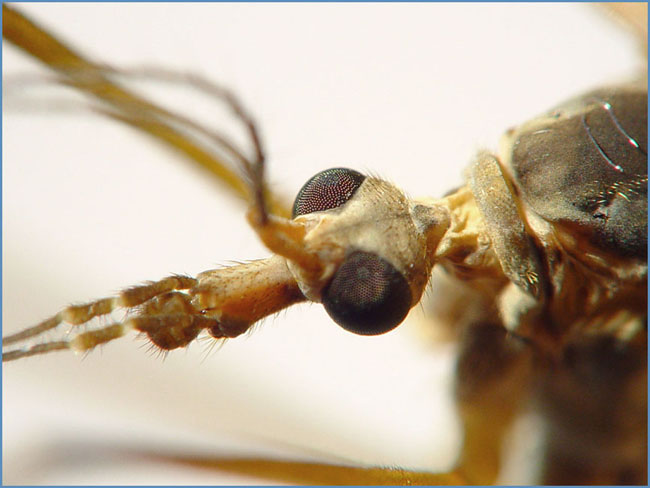
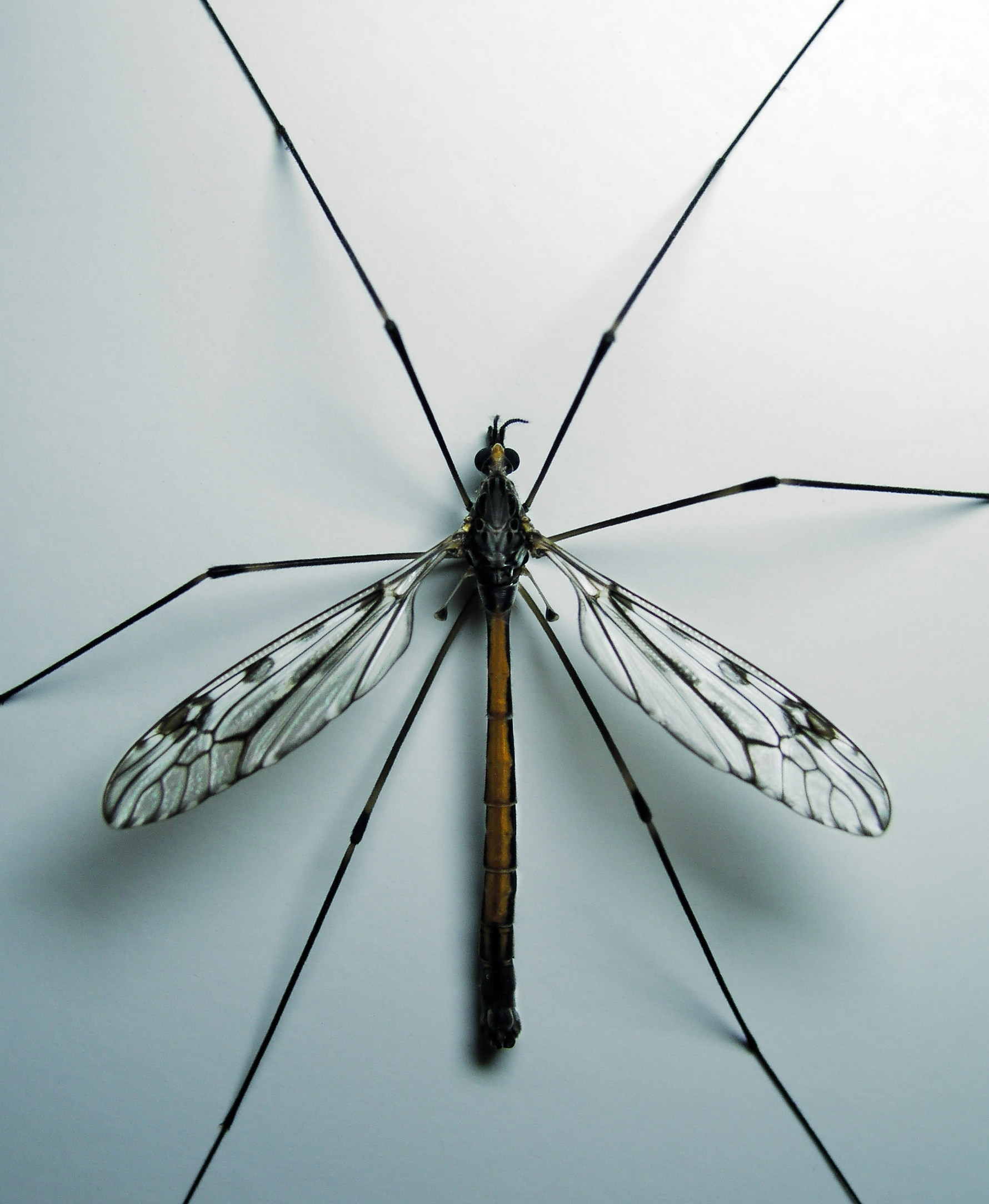
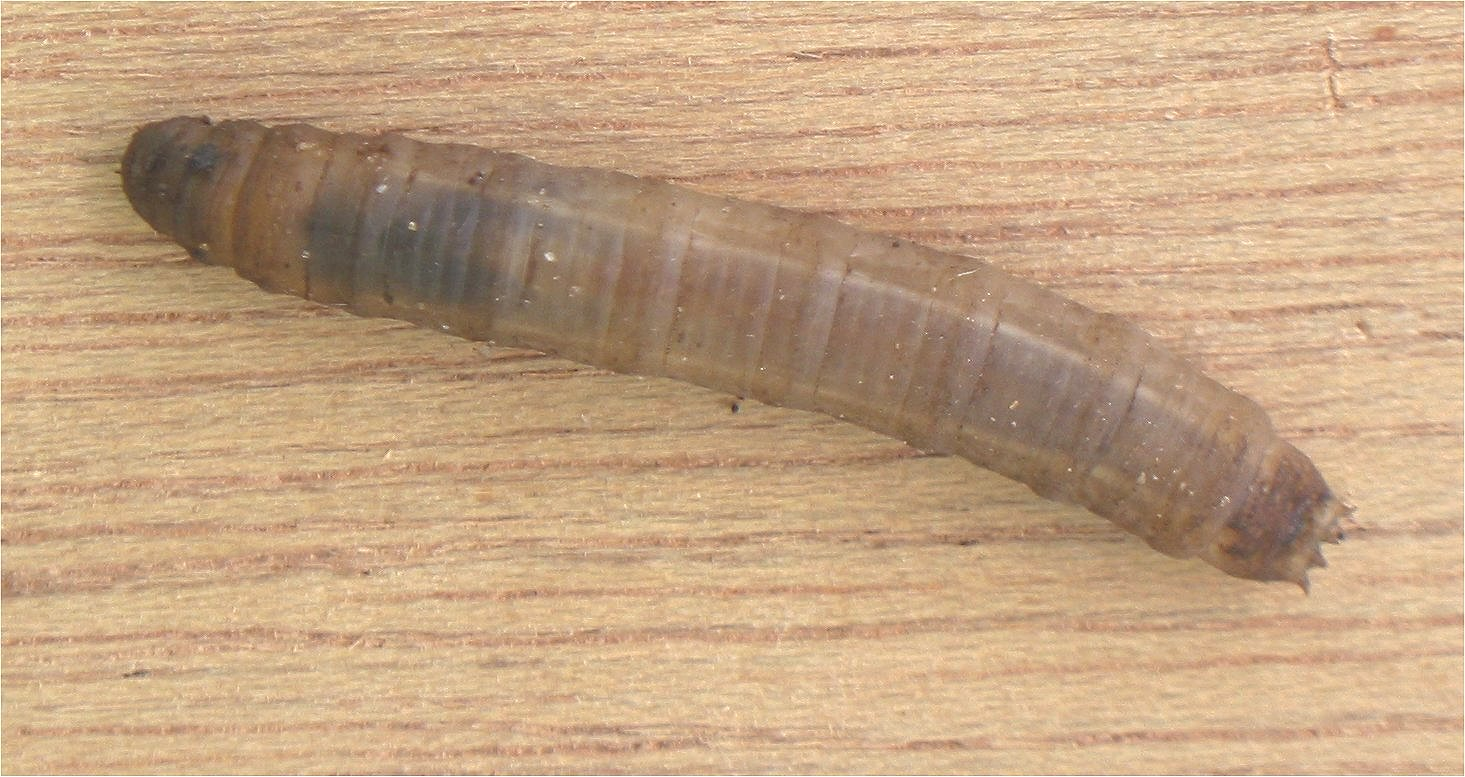
Личинка
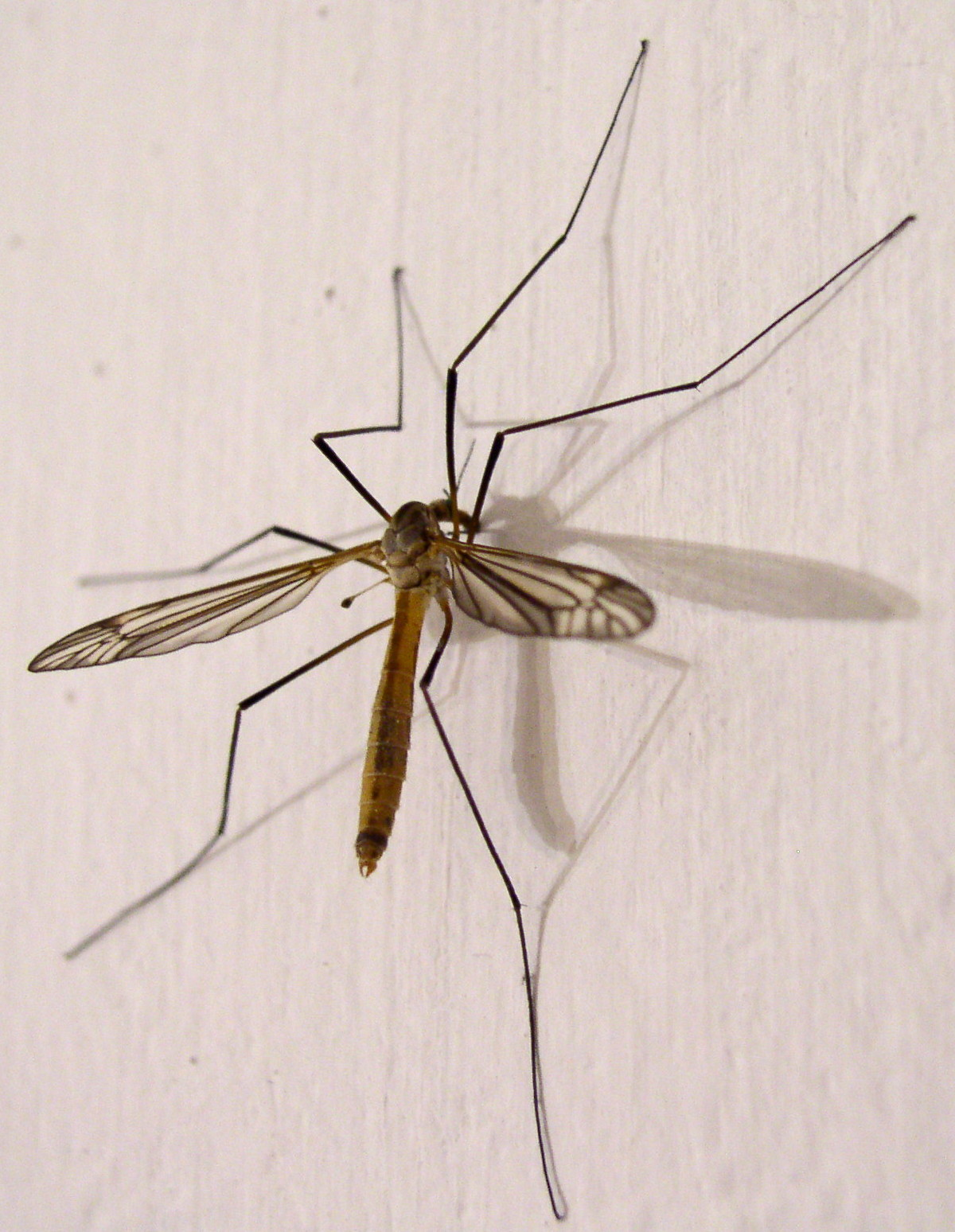
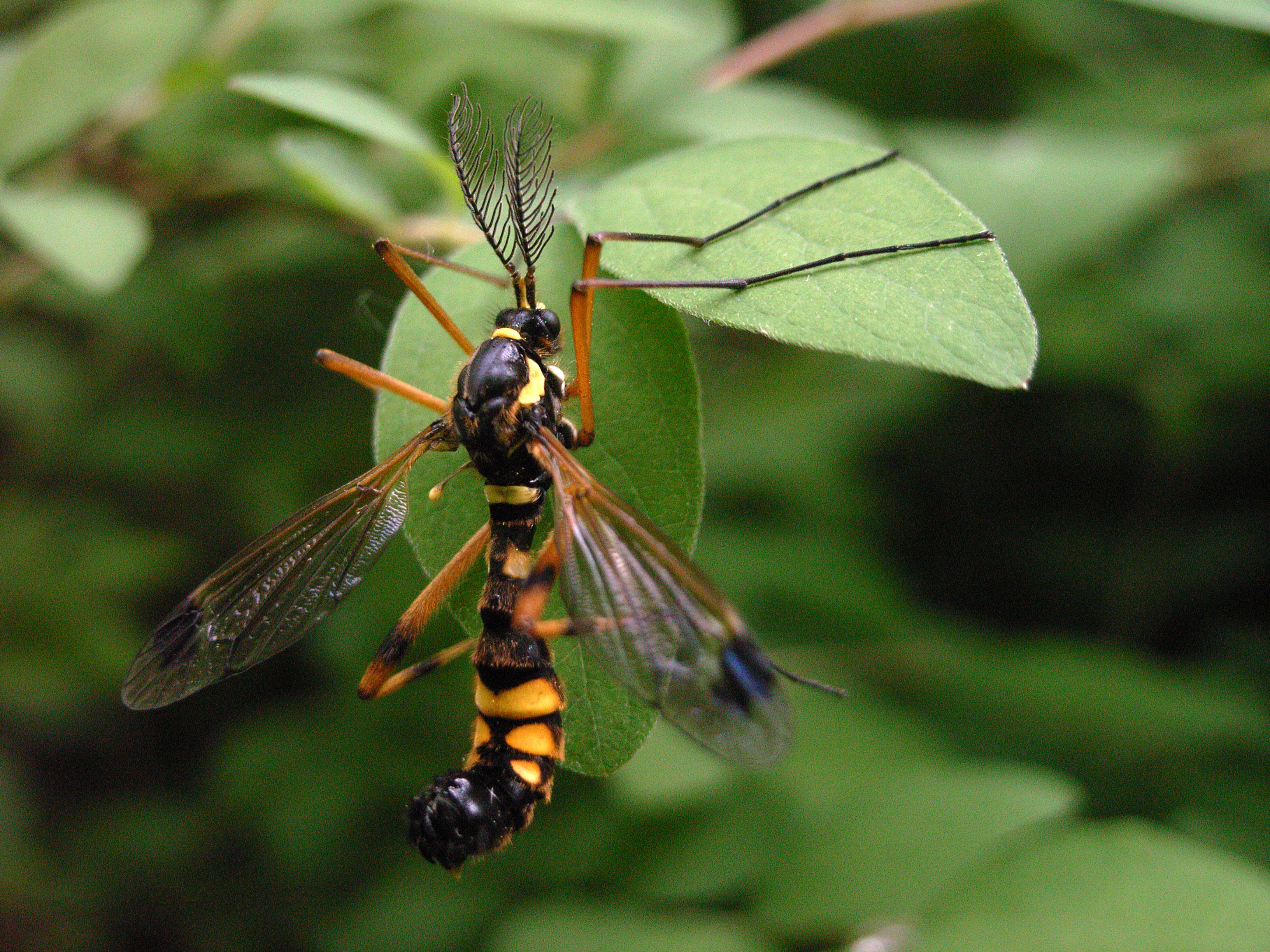
Ctenophora sp.
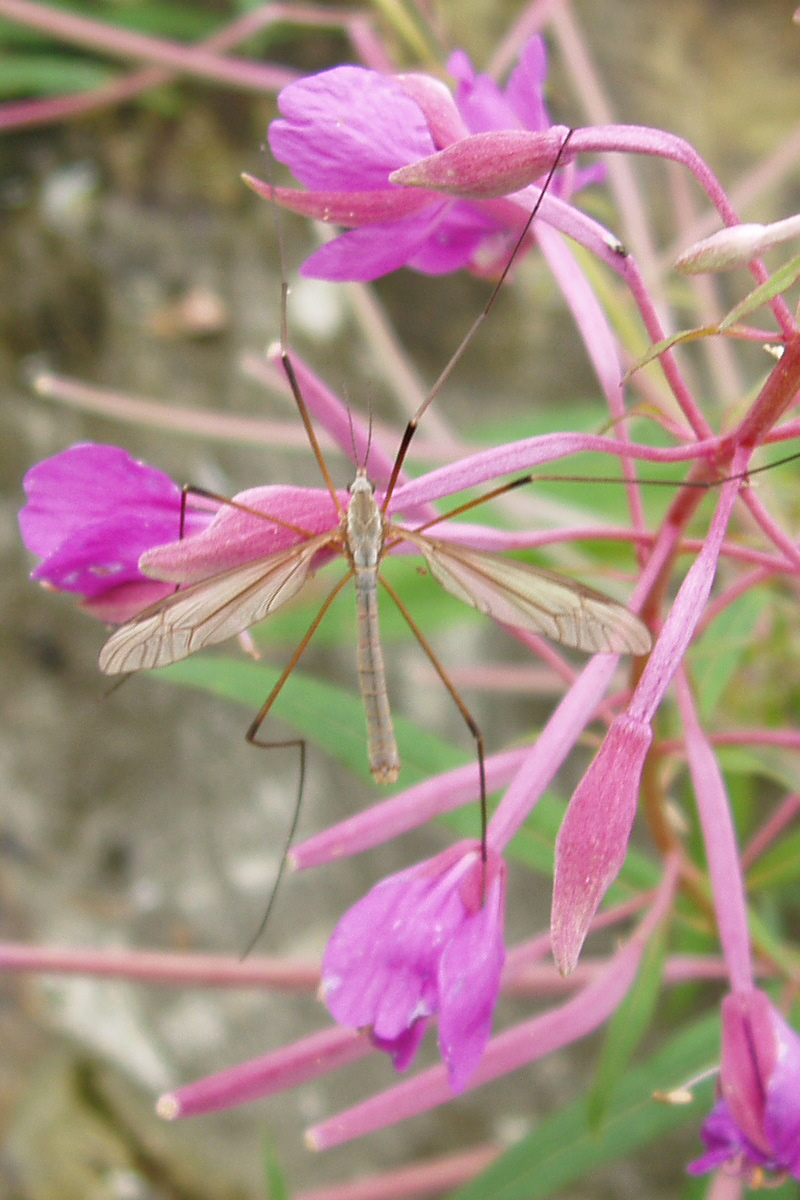
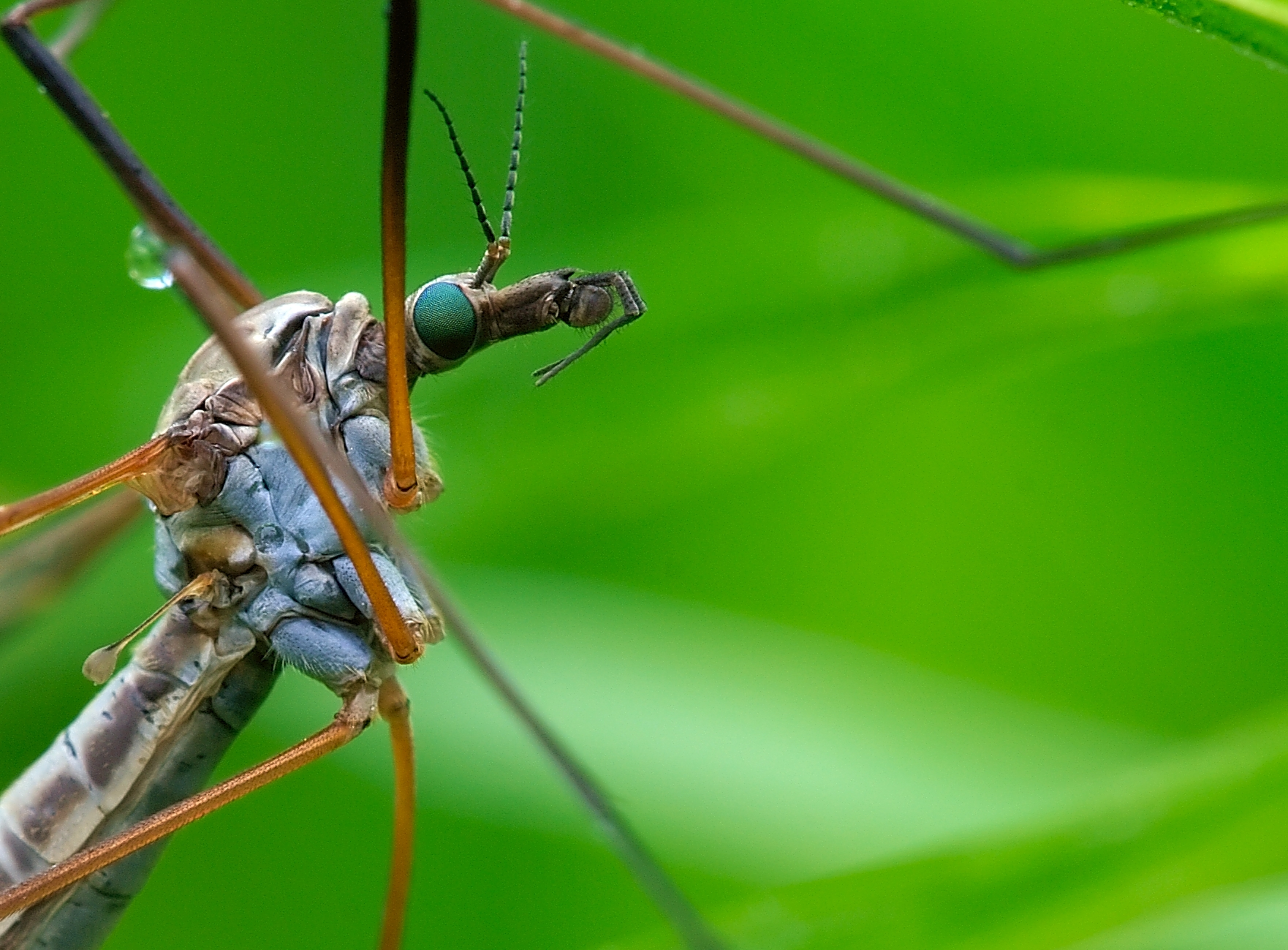
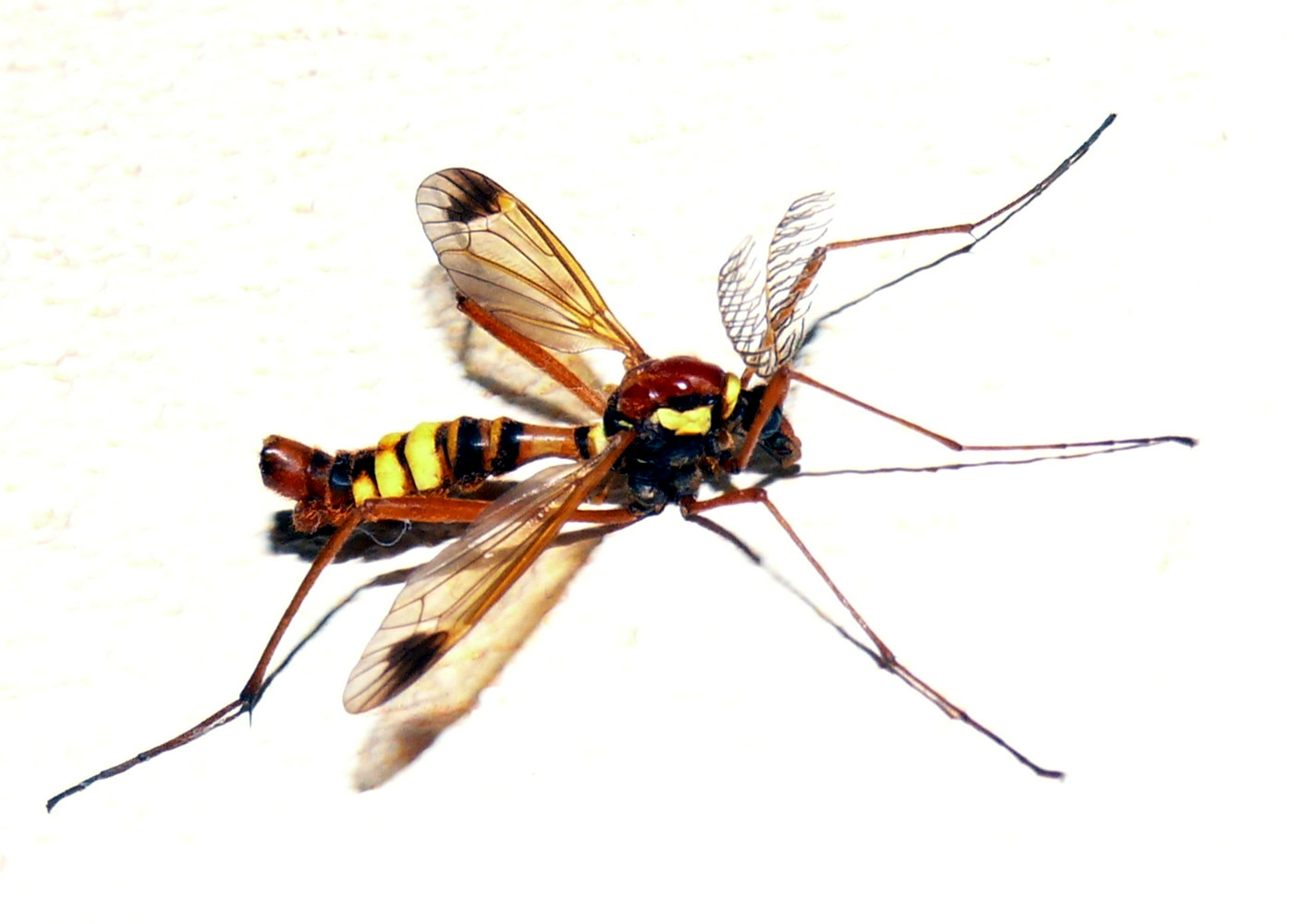
Ctenophora sp.
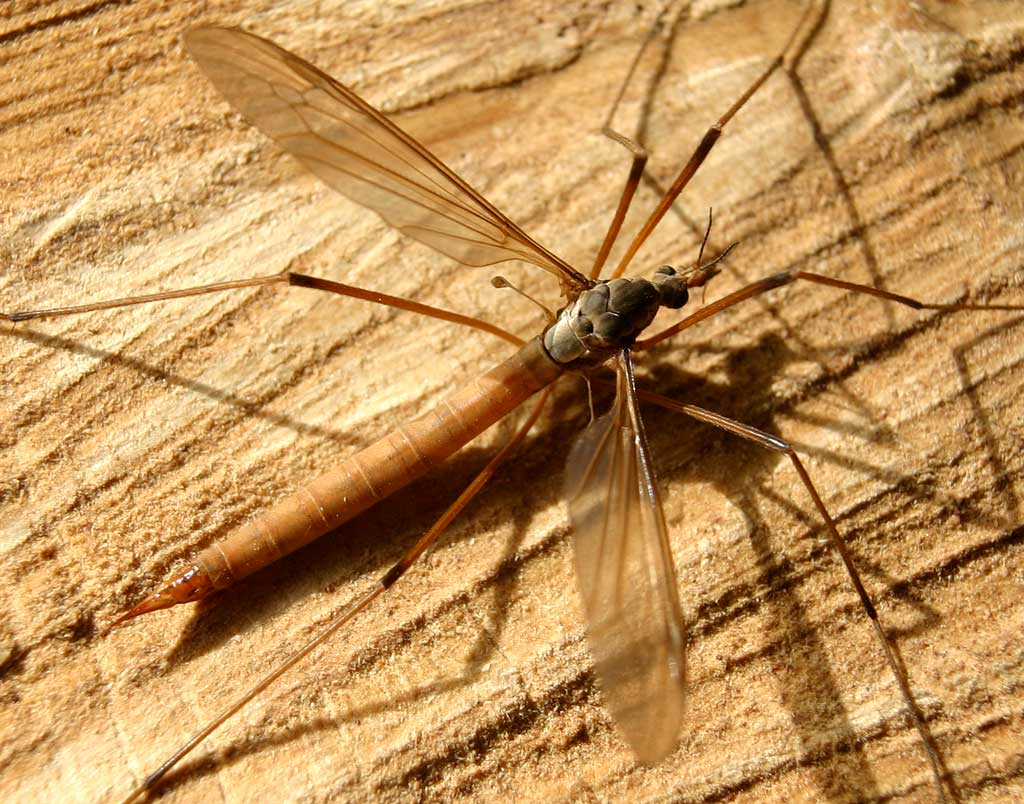